# 19713 Ibaraki
19713 Ibaraki è un asteroide della fascia principale. Scoperto nel 1999, presenta un'orbita caratterizzata da un semiasse maggiore pari a 3,1436599 UA e da un'eccentricità di 0,0968823, inclinata di 5,46018° rispetto all'eclittica.